# Jaworznickie chomiki

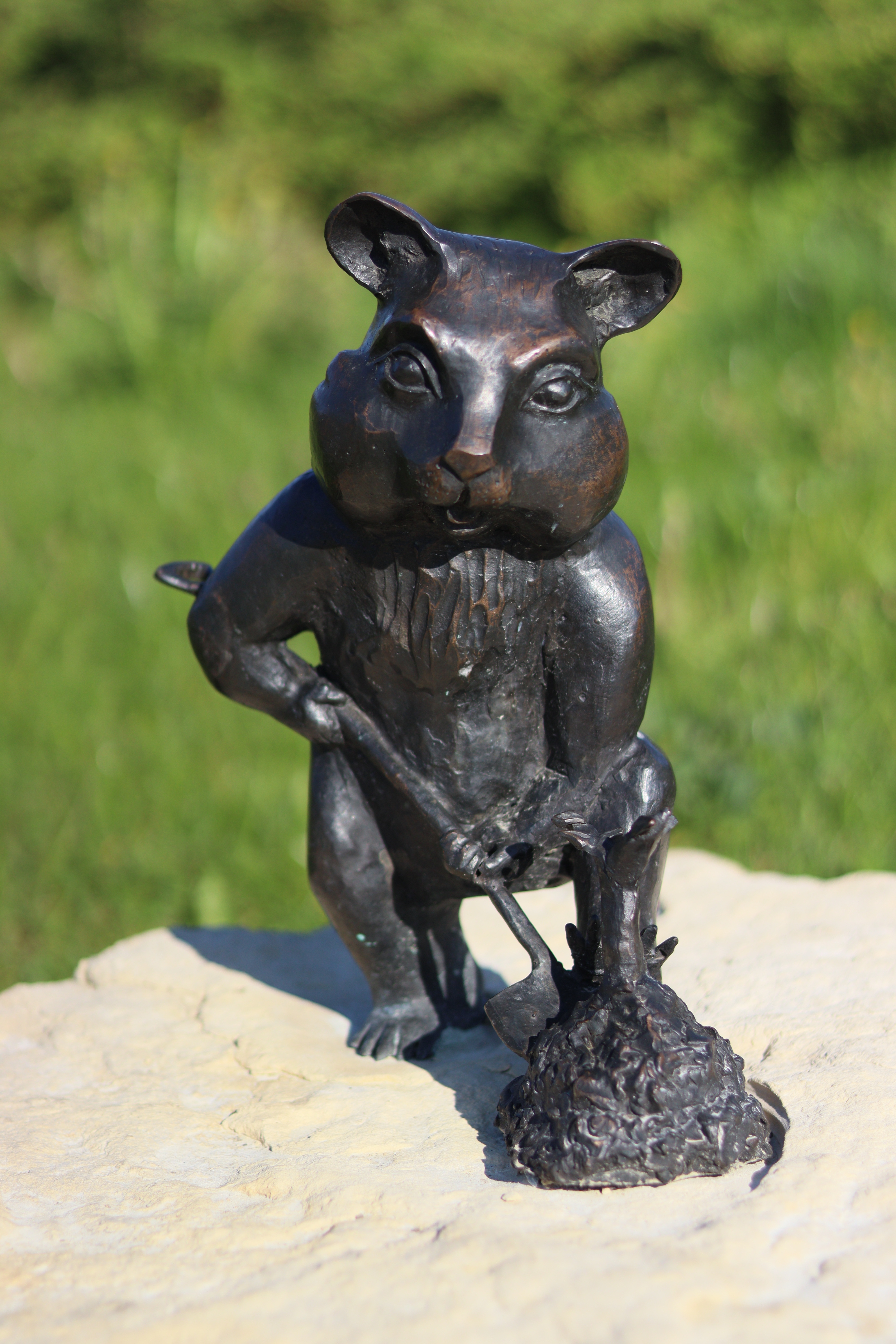

Jaworznickie chomiki – niewielkich rozmiarów rzeźby lokalizowane na terenie miasta Jaworzna, przedstawiające chomika europejskiego. Mają one na celu zwrócenie uwagi na ochronę tego zagrożonego wyginięciem gatunku, występującego m.in. w Jaworznie.
Inicjatywa została zapoczątkowana w grudniu 2019 roku, kiedy na rynku dzielnicowym w Byczynie odsłonięto pierwszą z figur chomika "drwalusia". Z każdym rokiem przybywa kolejnych figur, w grudniu 2024 roku figurek chomika w Jaworznie jest już 8, z czego najnowszy chomik "muzealnik" znajdujący się przy wejściu do Muzeum Miasta Jaworzna został odsłonięty 6 grudnia 2024 roku, w Mikołajki przez grupę dzieci z PM1.
Sam program ochrony chomika europejskiego w Jaworznie prowadzony jest we współpracy z  Uniwersytetem Adama Mickiewicza w Poznaniu już od 2015 roku.